# Énoncé prospectif
En droit des valeurs mobilières canadien, un énoncé prospectif (ou de l'information prospective; terme souvent employé au pluriel, énoncés prospectifs) (en anglais : forward-looking statement) est une déclaration faite par une société faisant affaires avec le public qui prédit, projette ou anticipe des événements futurs, des résultats, des plans ou des rendements financiers. Ces énoncés ne décrivent pas des faits passés ou actuels, mais se fondent sur des attentes ou des hypothèses concernant l’avenir. Ces énoncés prospectifs sont rigoureusement encadrés sur le plan légal pour protéger les investisseurs contre des déclarations trompeuses ou trop optimistes.

## Cadre juridique
Le cadre juridique de l'information prospective est aux parties 4 A et ̩4B du Règlement 51-102 sur les obligations d'information continue.

L'émetteur assujetti doit avoir un fondement pour communiquer l'information prospective. L'information fournie doit contenir les renseignements suivants ː 

« a) une mention indiquant qu’il s’agit d’information prospective; 
b) une mise en garde indiquant que les résultats réels peuvent différer de l’information prospective, et les facteurs de risque importants qui pourraient entraîner un écart important entre cette information et les résultats réels;  
c)  les hypothèses ou les facteurs importants utilisés dans l’établissement de l’information prospective;  
d) s’il y a lieu, la description de la politique de l’émetteur assujetti en matière de mise à jour de l’information prospective, outre les procédures visées au paragraphe 2 »

La partie 4B du Règlement concerne l'information financière prospective et les perspectives financières. Pour être conforme, l’émetteur doit fonder ses prévisions financières sur des hypothèses raisonnables. Ces hypothèses doivent cibler une période pour laquelle il est raisonnable de faire des estimations et reposer sur les méthodes comptables prévues pour les états financiers historiques de cette même période. Lorsqu’il publie ce type d’information, l’émetteur doit aussi divulguer certains éléments clés : la date d’approbation par la direction, si le document n’est pas daté; l’objectif de l’information et un avertissement clair indiquant que cette information pourrait ne pas convenir à d’autres fins.